# Mazères, Ariège
Mazères är en kommun i departementet Ariège i regionen Occitanien i södra Frankrike. Kommunen ligger  i kantonen Saverdun som ligger i arrondissementet Pamiers. År 2022 hade Mazères 3 866 invånare.

## Befolkningsutveckling
Antalet invånare i kommunen Mazères
Referens: INSEE